# ایتون، چشر ایست
1 = static_image_captionمسافر...ایتون، چشر ایست
ایتون (به انگلیسی: Eaton) یک روستا و محله مدنی در بریتانیا است که در چشر شرقی واقع شده‌است. ایتون ۲۸۹ نفر جمعیت دارد.